# Drużynowe Mistrzostwa Polski na Żużlu 1962
Drużynowe Mistrzostwa Polski na Żużlu 1962 – 15. edycja drużynowych mistrzostw Polski, organizowanych przez Polski Związek Motorowy (PZM). Zwycięzca I Ligi zostaje Drużynowym Mistrzem Polski na Żużlu w sezonie 1962.

## Pierwsza Liga

### Ostateczna kolejność DMP 1962
| Poz. | Klub                  | Pkt. | Z  | R | P  | +/−  |
| ---- | --------------------- | ---- | -- | - | -- | ---- |
| 1    | Górnik Rybnik         | 26   | 13 | 0 | 1  | +312 |
| 2    | Stal Rzeszów          | 18   | 9  | 0 | 4  | +117 |
| 3    | Unia Leszno           | 16   | 8  | 0 | 5  | +9   |
| 4    | Polonia Bydgoszcz     | 12   | 6  | 0 | 8  | +68  |
| 5    | Wybrzeże Gdańsk       | 12   | 6  | 0 | 8  | –67  |
| 6    | Sparta Wrocław        | 12   | 6  | 0 | 8  | –93  |
| 7    | Stal Gorzów Wlkp.     | 8    | 4  | 0 | 10 | –68  |
| 8    | Włókniarz Częstochowa | 6    | 3  | 0 | 11 | –278 |

Mecz pomiędzy Stalą Rzeszów a Unią Leszno nie odbył się w pierwotnym terminie. Zespoły nie dogadały się co do nowego terminu.

## Druga Liga

### Ostateczna kolejność rozgrywek II ligi 1962
| Poz. | Klub                     | Pkt. | Z  | R | P  | +/−  |
| ---- | ------------------------ | ---- | -- | - | -- | ---- |
| 1    | Śląsk Świętochłowice     | 36   | 18 | 0 | 4  | +290 |
| 2    | Zgrzeblarki Zielona Góra | 34   | 17 | 0 | 5  | +257 |
| 3    | Stal Toruń               | 32   | 16 | 0 | 6  | +243 |
| 4    | Unia Tarnów              | 29   | 14 | 1 | 7  | +282 |
| 5    | Start Gniezno            | 25   | 12 | 1 | 9  | +69  |
| 6    | Wanda Nowa Huta          | 23   | 11 | 1 | 10 | +53  |
| 7    | Polonia Piła             | 22   | 11 | 0 | 11 | +92  |
| 8    | Tramwajarz Łódź          | 20   | 10 | 0 | 12 | +54  |
| 9    | Karpaty Krosno           | 20   | 10 | 0 | 12 | –93  |
| 10   | Kolejarz Opole           | 12   | 6  | 0 | 16 | –264 |
| 11   | Motor Lublin             | 10   | 3  | 0 | 19 | –490 |
| 12   | Sparta Śrem              | 8    | 2  | 1 | 19 | –493 |

## Baraże
| Stal Gorzów Wlkp. 7. miejsce w I Lidze | 97:58 | Zgrzeblarki Zielona Góra 2. miejsce w II Lidze |
| -------------------------------------- | ----- | ---------------------------------------------- |
| Zielona Góra                           | 33:45 | Gorzów Wielkopolski                            |
| Gorzów Wielkopolski                    | 52:25 | Zielona Góra                                   |